# Лысенкова, Софья Николаевна
Софья Николаевна Лысенкова (24 февраля 1924, Москва — 6 декабря 2012, Москва) — советский, российский учитель, педагог-новатор. Народный учитель СССР (1990).

## Биография
В 1945 году окончила 10 классов, после чего поступила в 11-й педагогический класс 349-й московской школы. 
С 1946 года непрерывно работала учителем начальных классов в Москве (в СШ №587 с 1974). 
К 70-м годам ею были сформулированы основные постулаты методики опережающего обучения. Имеет последователей и авторитет в педагогической среде. Неоднократно подвергалась критике со стороны методистов и учителей, работающих в традиционной методике. Входила в плеяду основателей педагогики сотрудничества. Её программа обучение детей до сих пор пользуется популярностью. Работала в школе вместе с В. Ф. Шаталовым. 
Автор методики опережающего обучения, главной целью образования является опорные схемы, которые помогают конструктивно понять записанные лекции.
Несмотря на свой возраст, до последних дней жизни работала в школе.
Похоронена на Кладбище «Ракитки» (уч. 46).

## Награды и звания
- Заслуженный учитель школы РСФСР (1981)
- Народный учитель СССР (1990)
- Медаль К. Д. Ушинского (1999)